# Ostrc (priimek)
Ostrc je priimek več oseb:
- Alojzij Ostrc (1901—1980), duhovnik, teolog, stolni kanonik
- Enrik Ostrc (* 2002), slovenski nogometaš
- Tadej Ostrc, politik